# 월드 오브 워크래프트: 드레노어의 전쟁군주
월드 오브 워크래프트: 드레노어의 전쟁군주(World of Warcraft: Warlords of Draenor)는 블리자드 엔터테인먼트의 MMORPG인 월드 오브 워크래프트의 다섯 번째 확장팩이다.

## 추가 및 변경되는 부분

### 새로운 지역 추가
드레노어의 전쟁군주에서는 새로운 지역 드레노어가 추가되었다. 드레노어는 아래 7개의 지역으로 구성된다.
- 타나안 밀림
- 아라크 첨탑
- 서리불꽃 마루
- 고르그론드
- 나그란드
- 어둠달 골짜기
- 탈라도르

### 새로운 던전 추가
드레노어의 전쟁군주 6.0버전에서는 새로운 던전 7개와 레이드 3개가 추가되었고, 기존 던전인 "검은바위 첨탑 상층"이 리뉴얼되었다.

#### 던전
- 피망치 잿가루 광산
- 강철 선착장
- 아킨둔
- 하늘탑
- 파멸철로 정비소
- 어둠달 지하묘지
- 검은바위 첨탑 상층
- 상록숲

#### 레이드
- 높은망치
- 검은바위 용광로
- 지옥불 성채

### 그 외
- 기존 종족 캐릭터들의 리모델링되었다.
- 레벨 제한이 90에서 100으로 변경되었다.
- 주둔지 기능이 추가되었다.
- 사전 패치인 6.0.2 버전부터 MPQ 파일 시스템을 CASC 파일 시스템으로 대체하였다.[1]

## 평가
| 평가 |        |
| --- | ------ |
| 통합 점수 통합사 점수 메타크리틱 87/100 [ 2 ] 평론 점수 평론사 점수 게임스레이더+ [ 3 ] 폴리곤 9.5/10 [ 4 ] |        |
| 통합 점수                                                                                                   |        |
| 통합사 | 점수   |
| 메타크리틱                                                                                                  | 87/100 |
| 평론 점수                                                                                                   |        |
| 평론사 | 점수   |
| 게임스레이더+                                                                                               | [ 3 ]  |
| 폴리곤 | 9.5/10 |